# 1676

## Esdeveniments
- Descobertes les lleis de l'elasticitat
- Es comença a calcular la velocitat de la llum
- Inici de la Guerra russo-turca (1676-1681)

## Necrològiques
Països Catalans
- Barcelona: Josep de Magarola i de Grau, 104è President de la Generalitat de Catalunya

Resta del món
- Parma, Michele Desubleo, pintor flamenc instal·lat des de molt jove a Itàlia
- 23 de febrer, Hasselt (Principat de Lieja), Joannes Mantelius, monjo agustí, historiador, compositor
- 6 d'octubre, Milà, Itàlia: Claudia Rusca, compositora, cantant i organista italiana (n. 1593).[1]
- 6 de novembre, Hangzhou, Xina: François de Rougemont, jesuïta austríac, missioner a la Xina (n. 1624).[2]